# Atong jezik
Atong jezik (ISO 639-3: ato; etoh), jedan od bantoidnih jezika, uže skupine Wide Grassfields, podskupine zapadni momo, kojim govori 4 200 ljudi (2000 SIL) u pet sela u provinciji Northwest u Kamerunu.
Srodan je jezicima menka [mea] i manta [myg].

## Vanjske poveznice
- Ethnologue (14th)
- Ethnologue (15th)